# Anthidium zadaense
Anthidium zadaense är en biart som beskrevs av Wu 1982. Anthidium zadaense ingår i släktet ullbin, och familjen buksamlarbin. Inga underarter finns listade i Catalogue of Life.